# Norwegian International 1996
Die Norwegian International 1996 im Badminton fanden vom 8. bis zum 10. November 1996 in Sandefjord statt. Auf der IBF-Turnierskala erreichte es die Wertung A.

## Sieger und Platzierte
| Disziplin    | Gold                              | Silber                            | Bronze                               |
| ------------ | --------------------------------- | --------------------------------- | ------------------------------------ |
| Herreneinzel | Lin Liwen                         | Henrik Bengtsson                  | Lasse Lindelöf                       |
| Herreneinzel | Lin Liwen                         | Henrik Bengtsson                  | Colin Haughton                       |
| Dameneinzel  | Kelly Morgan                      | Marina Andrievskaia               | Tanja Berg                           |
| Dameneinzel  | Kelly Morgan                      | Marina Andrievskaia               | Karolina Ericsson                    |
| Herrendoppel | Julian Robertson Nathan Robertson | Henrik Andersson Johan Tholinsson | Ville Kinnunen Ilkka Nyqvist         |
| Herrendoppel | Julian Robertson Nathan Robertson | Henrik Andersson Johan Tholinsson | Jan Jørgensen Jonas Rasmussen        |
| Damendoppel  | Pernille Harder Mette Schjoldager | Johanna Holgersson Jenny Karlsson | Tanja Berg Kelly Morgan              |
| Damendoppel  | Pernille Harder Mette Schjoldager | Johanna Holgersson Jenny Karlsson | Ann-Lou Jørgensen Christina Sørensen |
| Mixed        | Julian Robertson Gail Emms        | Jonas Rasmussen Ann-Lou Jørgensen | Trond Wåland Camilla Wright          |
| Mixed        | Julian Robertson Gail Emms        | Jonas Rasmussen Ann-Lou Jørgensen | Christian Fisher Jenny Karlsson      |

## Finalergebnisse
| Disziplin    | Sieger                            | Finalist                          | Ergebnis                |
| ------------ | --------------------------------- | --------------------------------- | ----------------------- |
| Herreneinzel | Lin Liwen                         | Henrik Bengtsson                  | 7–9, 9–6, 9–8, 5–9, 9–1 |
| Dameneinzel  | Kelly Morgan                      | Marina Andrievskaia               | 9–5, 9–0, 4–9, 9–8      |
| Herrendoppel | Julian Robertson Nathan Robertson | Henrik Andersson Johan Tholinsson | 9–2, 9–8, 9–3           |
| Damendoppel  | Pernille Harder Mette Schjoldager | Johanna Holgersson Jenny Karlsson | 4–9, 9–0, 9–7, 9–8      |
| Mixed        | Julian Robertson Gail Emms        | Jonas Rasmussen Ann-Lou Jørgensen | 9–6, 2–9, 9–5, 9–5      |